# Cassemiro Pinto Martins
Cassemiro Pinto Martins (Tibagi, 29 de outubro de 1955) é um empresário e político brasileiro filiado ao Partido Democrático Trabalhista (PDT).

## Biografia
No ano de 1988 foi instalado oficialmente o Distrito Judiciário de Imbaú, no estado do Paraná, o que incentivou ainda mais o desejo pela emancipação local. A partir de então foi formada uma comissão para acompanhar todo o processo emancipatório e Cassemiro Pinto Martins foi um dos que participaram dessa iniciativa.
Quando o município foi emancipado foi então eleito vereador e posteriormente eleito prefeito de Imbaú nas eleições de 2012, pela coligação formada pelo PDT, PT e PSB, exercendo o mandato até o ano de 2016.
Em 2018 o Tribunal de Contas do Estado do Paraná (TCE-PR) aplicou três multas ao ex-prefeito referente a gestão 2013-2016.